# Kimmy Robertson
Kimmy „Kim” Robertson (ur. 27 listopada 1954 w Hollywood, Los Angeles) – amerykańska aktorka, znana przede wszystkim z roli Lucy Moran w serialu telewizyjnym Miasteczko Twin Peaks. 
Przed rozpoczęciem kariery aktorskiej była baleriną.

## Wybrana filmografia
- 1982 - Ostatnia amerykańska dziewica (The Last American Virgin) jako Rose
- 1989 - Kochanie zminiejszyłem dzieciaki (Honey, I Shrunk the Kids) jako Gloria
- 1989 - Świat według Bundych (Maried... with children) jako Molly (gościnnie)
- 1989 -  Mała syrenka (The Little Mermaid) jako Alana, jedna z sióstr Ariela (głos)
- 1990-1991 - Miasteczko Twin Peaks (Twin Peaks) jako Lucy Moran
- 1991 - Nie mów mamie, że niania nie żyje (Don't Tell Mom the Babysitter's Dead) jako Cathy
- 1991 - Piękna i Bestia (Disney's Beauty and the Beast) jako Miotełka (głos)
- 1992 - Simpsonowie (The Simpsons, odc. "Bart's Friend Falls in Love") jako Samantha Stanky
- 1993 - Dwa głupie psy (2 Stupid Dogs) jako Penny
- 1995 - Ostry dyżur (ER) jako Arlena
- 1997 - Speed 2: Wyścig z czasem (Speed 2: Cruise Control) jako Liza (Cruise Director)
- 1998 - Piękna i Bestia. Zaczarowany świat Belli (Beauty and the Beast: Belle’s Magical World) jako Fifi